# Fabrizio Sigismondi
Fabrizio Sigismondi (* 7. dubna 1981 Bergamo) je český drezurní jezdec a trenér.

## Život
Narodil se v italském Bergamu, do 5 let vyrůstal ve vesničce Strozza v severní Itálii, poté odešel s matkou do Vídně. Základní školu absolvoval částečně ve Vídni a částečně v Brně, kde se naučil česky. Ve Vídni v roce 1996  byl přijat na elitní jezdeckou školu Spanische Hofreitschule. Po dokončení školy nastoupil dráhu profesionálního drezurního jezdce.
Je dvojnásobný mistr České republiky mladých jezdců v drezuře koní (2001 a 2002) a šestinásobný drezurní Mistr České republiky v seniorské kategorii (2009, 2010, 2012, 2013, 2014, 2017).[zdroj?] V roce 2001 se Fabrizio Sigismondi zúčastnil Mistrovství Evropy v německém Iserlohnu, kde obsadil 39. místo. Je drezurním šampionem ČR v letech 2014, 2016 a 2017 v nejtěžší úrovni TT. Byl stříbrný na MČR 2008, 2019, 2020, 2021 a bronzový v roce 2016. V roce 2020 Fabrizio sedlal svého vlastního koně jménem Go For It holandského původu, se kterým obsadil stříbrnou příčku. V roce 2022 zvítězil ve finále drezurního poháru na koni Special Agent X.
Pravidelně reprezentuje Českou republiku na mezinárodních drezurních závodech seriálu Světového poháru v těžké úrovni a na úrovni Grand Prix. Je vítězem závodů Světového poháru CDI-W Brno 2010, 2012 a 2013, trojnásobným vítězem CDI3* Zakrzow 2013, vítězem CDI3* Zakrzow 2015, má stříbro z CDI-W Kaposvár 2010, z CDI3* Radzionkow 2013, CDI3* Zakrzow 2014 a CDI-W Brno 2014, 2019, bronz z Grand Prix Freestyle CDI3* Zakrzow 2015, 2020 a z CDI-W Wroclaw 2012, CDI-W Kaposvar 2014, CDI-W Lipica 2014 a CDI1* Radzionkow 2010 v úrovni Intermediate.[zdroj?]
V roce 2014 se umístil v kvalifikaci Světového drezurního poháru na celkovém 12. místě Středoevropské ligy, což je dosud nejlepší umístění českého jezdce v historii tohoto prestižního seriálu. Je šestinásobný vítěz PAVO Poháru Jezdectví (2010, 2012, 2013, 2014, 2015 a 2016).
Rovněž je držitelem absolutního českého rekordu v hodnocení české dvojice na mezinárodních drezurních závodech kategorie CDI (v malé rundě na CDI3* Zakrzow 2015 dosáhl hodnocení 72.950% s koněm Apropos a ve velké rundě 69.525% s koněm Trevis Jospo).
Působí v jezdecké stáji Emma Sophia Stables u Prahy v obci Lichoceves kterou vlastní rodina Španko. Od roku 2010 startuje za jezdecký klub Dressage Academy, kde zároveň působí jako trenér. Mnoho svých svěřenců dovedl k domácím mistrovským titulům v drezuře a na evropské drezurní šampionáty juniorů a mladých jezdců.